# 大尉の娘 (1947年の映画)
『大尉の娘』（たいいのむすめ、原題 イタリア語: La figlia del capitano）は、1947年に公開された、マリオ・カメリーニ監督によるイタリアの長篇劇映画である。アレクサンドル・プーシュキンによる19世紀の同名小説を原作としている。

## 略歴・概要
1836年、プーシキンが発表した小説『大尉の娘』を原作に第二次世界大戦終了の2年後のイタリアで製作された。
本作は、同年の第2回カンヌ国際映画祭のコンペティション上映作品に選ばれた。1948年（昭和23年）には、ナストロ・ダルジェント賞の美術賞をピエロ・フィリポーネが受賞している。
日本では当時、劇場公開されておらず、テレビ放映のみが行われた。『大尉の娘』は、そのときの日本語題名である。

## キャスト
- イラセマ・ディリアン - マーシャことマリア・イワノヴナ・ミロノワ（吹替：池田昌子）
- アメディオ・ナザーリ - プガチョフ、ピョートル3世
- ヴィットリオ・ガスマン - シュヴァブリン（吹替：杉裕之）
- チェザーレ・ダノーヴァ - ピョートル・グリニェフ
- アルド・シルヴァーニ - アンドレイ・ミロノフ中尉、マーシャの父
- アヴェ・ニンキ - ミロノワ夫人、マーシャの母
- エルネスト・アルミランテ - サヴェリッチ
- オルガ・ソルベリ - エカチェリーナ2世
- カルロ・ニンキ - ズーリン
- ローラ・ゴア - パラスカ
- グアルディエロ・トゥミアティ - アンドレイ・グリニェフ、ピョートルの父
- マリアーノ・エングレン - 将軍

※日本語吹き替え - テレビ版・初放映1965年7月13日『テレビ名画座』15:00-16:45

## スタッフ
- 監督 : マリオ・カメリーニ
- 製作総指揮 : ディノ・デ・ラウレンティス
- 脚本 : マリオ・カメリーニ、マリオ・モニチェリ、カルロ・ムッソ、イヴォ・ペリリ、ステーノ
- 原作 : アレクサンドル・プーシュキン
- 音楽 : フェルナンド・プレヴィターリ
- 撮影監督 : アルド・トンティ
- 美術 : ピエロ・フィリポーネ
- 編集 : マリオ・カメリーニ

## 関連作品
- 士官の娘 - 1915年版
- テンペスト (1958年の映画) - 1958年版

## 註
1. ↑  LA FIGLIA DEL CAPITANO, カンヌ国際映画祭、2009年12月1日閲覧。
2. ↑  Awards for La figlia del capitano, Internet Movie Database, 2009年12月1日閲覧。
3. ↑  大尉の娘、allcinema ONLINE, 2009年12月1日閲覧。